# Sint-Annakapel (Aubel)

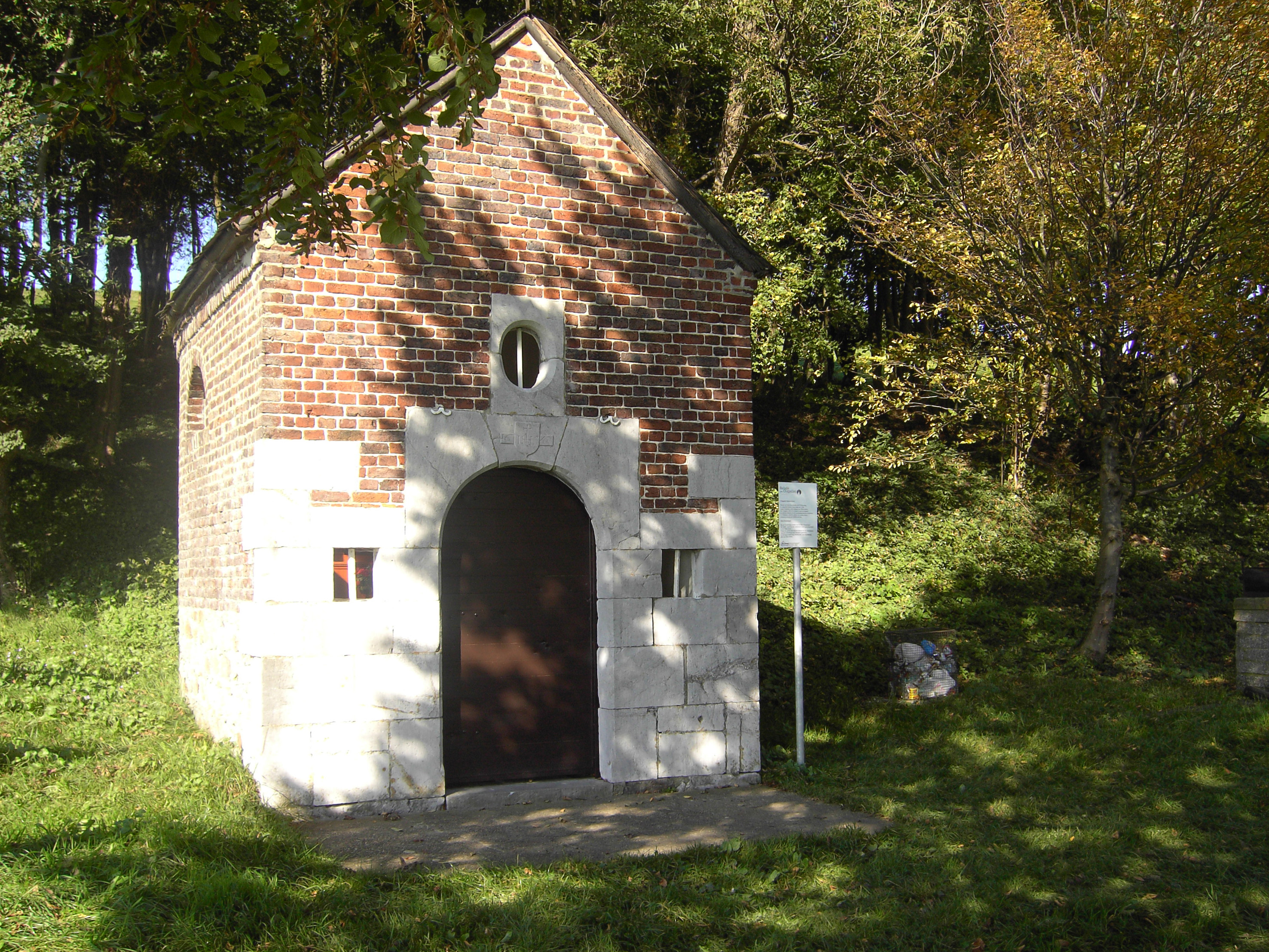
Sint-Annakapel

De Sint-Annakapel (Chapelle Sainte-Anne) is een betreedbare veldkapel in de Belgische gemeente Aubel, gelegen aan de Eyckerweg, wat een veldweg is ten noordwesten van de kom.
De aan Sint-Anna gewijde kapel werd opgericht in 1658 en begin 19e eeuw werd ze herbouwd in baksteen op een plint van zandsteen. De kapel heeft een vierkante plattegrond en een halfronde koorafsluiting.
De oorspronkelijke 17e-eeuwse voorgevel is nog aanwezig. De kalkstenen die deze gevel vormden werden namelijk zorgvuldig ingemetseld in de latere bakstenen voorgevel. De kapel bevat een klein houten altaar met een beeld van Sint-Anna die een druiventros  vasthoudt, en een beeld van Onze-Lieve-Vrouw met Kind, in gepolychromeerd hout, uit de 17e eeuw.